# Ruurd Leegstra
Ruurd Gerbens Leegstra, född 29 juni 1877 i Wonokusumo, död 17 januari 1933 i Utrecht, var en nederländsk roddare.
Leegstra blev olympisk bronsmedaljör i åtta med styrman vid sommarspelen 1900 i Paris.